# Parque Nacional de Botum Sakor
O Parque Nacional de Botum Sakor é o maior parque nacional do Camboja. Situado na costa do Golfo da Tailândia, Botum Sakor (ou Botumsakor) está em uma península projetada no sudoeste das Montanhas Cardamom. O Parque Nacional compreende 171.250 hectares de terra e abrange três distritos da província de Koh Kong: Kiri Sakor, Botum Sakor e Koh Kong. O parque está sob a administração do Ministério do Meio Ambiente do Camboja.
A maior parte da área de Botum Sakor compreende levemente a planície inclinada coberta por pastagens, emergindo em planícies de inundação costeiras com florestas de mangue e pântano. O clima é caracterizado por uma monção tropical e a área tem duas marés por dia, com um intervalo de aproximadamente 1,5 metros. A população humana que habita o Parque Nacional de Botum Sakor é desconhecida.
O parque apresenta uma fauna muito rica e variada, que é única no mundo. Só muito pouco no local de pesquisa foi feito e publicado sobre a biodiversidade da área, até o momento. e para o interior remoto do parque, nenhuma investigação científica já foi realizada, devido ao terreno extremamente difícil da área. No entanto, o conhecimento disponível limitado e a compreensão emergente, estão mostrando claramente que esta área é de importância muito elevada em um nível global, com muitas espécies ameaçadas e endêmicas vivendo na região. Portanto, a criação do espaço como um parque nacional em 1993, foi um passo importante no sentido de garantir a biodiversidade do planeta Terra.